# هنری دورشک
هنری دورشک (به انگلیسی: Henry Dworshak) سناتور سابق عضو حزب جمهوری‌خواه ایالات متحده آمریکا بود. وی در سال ۱۹۴۶ تا ۱۹۴۹ و ۱۹۴۹ تا ۱۹۶۲ میلادی سناتور ایالت آیداهو در سنای ایالات متحده آمریکا بود.